# Гоян (Бочжоу)
Гоя́н (кит. упр. 涡阳, пиньинь Guōyáng, буквально: «с янской стороны от реки Гохэ») — уезд городского округа Бочжоу провинции Аньхой (КНР).

## История
Уезд был создан в 1864 году.
После образования КНР эти земли вошли в состав Специального района Фуян (阜阳专区). В 1964 году на стыке уездов Фуян, Гоян, Мэнчэн и Фэнтай был создан уезд Лисинь. В 1971 году Специальный район Фуян был переименован в Округ Фуян (阜阳地区).
В 1996 году округ Фуян был расформирован, а на его месте был образован городской округ Фуян.
В 2000 году постановлением Госсовета КНР был создан городской округ Бочжоу, в состав которого вошли район городского подчинения Цяочэн (образованный на месте бывшего городского уезда Бочжоу, напрямую подчинявшегося властям провинции) и уезды Гоян, Лисинь и Мэнчэн (ранее входившие в состав городского округа Фуян).

## Административное деление
Уезд делится на 4 уличных комитета и 20 посёлков.